# سالم الرواحي
سالم سيف سالم الرواحي (مواليد 14 أبريل 1994، لاعب كرة قدم عماني من مواليد الإمارات يجيد اللعب في الظهير الأيمن مع نادي الإمارات.

## مسيرة اللاعب
لعب سابقاً في الفئات السنية في نادي دبي و لعب بعدها مع نادي الفجيرة ونادي العروبة ونادي خورفكان ونادي الإمارات.

## روابط خارجية
- سالم الرواحي على موقع Soccerway.com (الإنجليزية)